# Marib
Marib (arap. مأرب) ili Ma'rib, je grad u sredini Jemena, udaljen oko 135 km istočno od glavnog grada Sane. Grad ima oko 16,794 stanovnika, leži na nadmorskoj visini od 1200 m, i ima veliku branu pored grada, tako da ima vodu koja je pravo bogatsvo u sušnom Jemenu.
Marib je glavni grad jemenske muhafaze Marib koja ima 241.690 stanovnika, a u davnoj prošlosti bio je i glavni grad starovjekovnog kraljevstva iz biblije Saba (engl.).

## Povijest
Sabejsko kraljevstvo nalazilo se u kraju koji se danas zove Asir u jugozapadnom Jemenu. Sabejski kraljevi ulagali su svoje bogatsvo u grad Marib i velike gradnje poput Maripske brane (koja je za ono vrijeme bila tehničko čudo) koja je služila za navodnjavanje, ostaci te stare brane još su vidljivi. Oni su također gradili i puno dvoraca i hramova na tom području, a bili su poznati po trgovanju s tada skupocjenim tamjanom i smirnom. Sabejci su bili dobri pomorci i zna se da su imali veliki utjecaj na stanovnike Istočne Afrike i Kraljevstvo Damot, s druge strane Crvenog mora u Eritreji i Etiopiji one su možda bile jedine zemlje koje su imale dragocjene mirodijske biljke tamnjan i smirnu.
Godine 25. pr. Kr., Aelius Gallus rimski prefekt Egipta vodio je ekspediciju do slavnog Mariba u Jemen. (engl.)
Stari grad Marib, njegovi posljednji stanovnici napustili su tijekom 20. stoljeća. Iako još uvijek postoji malo selo, višekatnice od nepečenih cigli starog povijesnog grada su uglavnom u ruševinama. Moderan grad Marib nalazi se oko 3,5 km sjevernije od drevnog grada.

## Bombaški napad iz 2007.
Bombaš samoubojica se 2. srpnja 2007. zaletio s automobilom punim eksploziva u turističku karavanu, koja je obilazila povijesne hramove Mariba. Pri tom je ubio 7 španjolskih turista i njihova dva jemenska vodiča,  Jemenski dužnosnici za napad su optužili Al-Kaidu. (engl.)

## Vanjske poveznice
- Marib, Friedhof des Awam-Tempels, Njemački arheološki institut  Arhivirana inačica izvorne stranice od 17. svibnja 2008. (Wayback Machine) (njem.)
- DIE STADTMAUERN VON MĀRIB UND SIRWĀH  (JEMEN) (njem.)
- O Maribu na stranicama world66  Arhivirana inačica izvorne stranice od 5. rujna 2008. (Wayback Machine) (engl.)